# Iphimoides fabianae
Iphimoides fabianae is een keversoort uit de familie bladkevers (Chrysomelidae). De wetenschappelijke naam van de soort werd in 2004 gepubliceerd door Zoia.